# Kristine Bernadotte
Kristine Bernadotte, ogift Rivelsrud, född 22 april 1932 i Eidsfoss i Hofs kommun i Norge, död 4 november 2014 i Benalmadena, Spanien, var en medlem av den svenska kungafamiljen. Prinsessan Kristine Bernadotte var gift med prins Carl Bernadotte i hans tredje äktenskap från den 8 juni 1978 fram till prinsens död 27 juni 2003. Maken var sonson till Oscar II och kusin till Gustaf VI Adolf. Makarna var bosatta på Costa del Sol i Spanien. Hon umgicks i kretsen kring den norska kungafamiljen och hade från början varit hembiträde hos prinsessan Ragnhild av Norge.
I och med Carl Bernadottes första äktenskap förlorade han sina kungliga svenska titlar, men fick istället en prinstitel av sin svåger Leopold III av Belgien. När Kristine Bernadotte gifte sig med honom blev hon således adelsprinsessa med belgisk titel.
Kristine Bernadotte gravsattes på Kungliga begravningsplatsen utanför Stockholm 15 november 2014. Hon var dotter till gruvarbetaren Johan Rivelsrud (1907–1986) och Elna, född Rivelsrud (1908–1992).